# تاپوتاپواته ئآ مارائه
تاپوتاپواته ئآ مارائه 
(به تاهیتیایی: Taputapuatea marae) یک مجموعه بزرگ مارائه در اوپوآ وافع در تاپوتاپواته ئآ، در ساحل شرقی رایاتئا است. این بودگاه دارای تعدادی مارائه و دیگر سازه‌های سنگی است و زمانی معبد مرکزی و مرکز مذهبی پلی نزی شرقی به حساب می‌آمد. این مارائه عبادتگاهی برای خدای اُورو بود. طبق سنن، زمانی در این مکان، گردهمایی‌هایی برگزار می‌شد که بازدیدکنندگانی از جزایر دیگر مجمع الجزایر انجمن، از راروتونگا، روتوما، جزایر آسترل و حتی از آئوتاروآ / نیوزلند به این مکان می‌آمدند (هنری ۱۹۲۸: ۱۲۳). رایاتئا توسط جوامع پلینزی در پلینزی مرکزی، هاوایی، جزایر کوک، روتوما و آئوتاروآ / نیوزیلند به عنوان وطن اجدادی شناخته شده است. در سال ۲۰۱۷، منطقه تاپوتاپواته ئآ و مجموعه مارائه به دلیل اهمیت سیاسی و مذهبی و اهمیت آن در فرهنگ سنتی پلی نزی شرقی در فهرست میراث جهانی یونسکو ثبت شد.

## توصیف
مجموعه مارائه در انتهای شبه جزیره ای قرار دارد که به کولاب (لاگون)اطراف رایاتئا منتهی می‌شود. مرکز مجموعه، که مارائه را در خود جای داده است، یک حیاط مستطیل شکل سنگفرش شده با سنگ بازالت و به ابعاد ۴۴ در ۶۰ متر می‌باشد. در انتهای شرقی مارائه، آهو
(به تاهیتیایی: ahu) قرار دارد، سکویی از بازالت و سنگ‌های مرجانی قرار دارد که برای برگزاری مراسم استفاده می‌شد. سایر مارائه‌ها در مجموعه‌های مارائه دیگر قرار دارند، از جمله مارائه هائوویری که برای نام‌گذاری سران جزیره استفاده می‌شد.

## تاریخچه

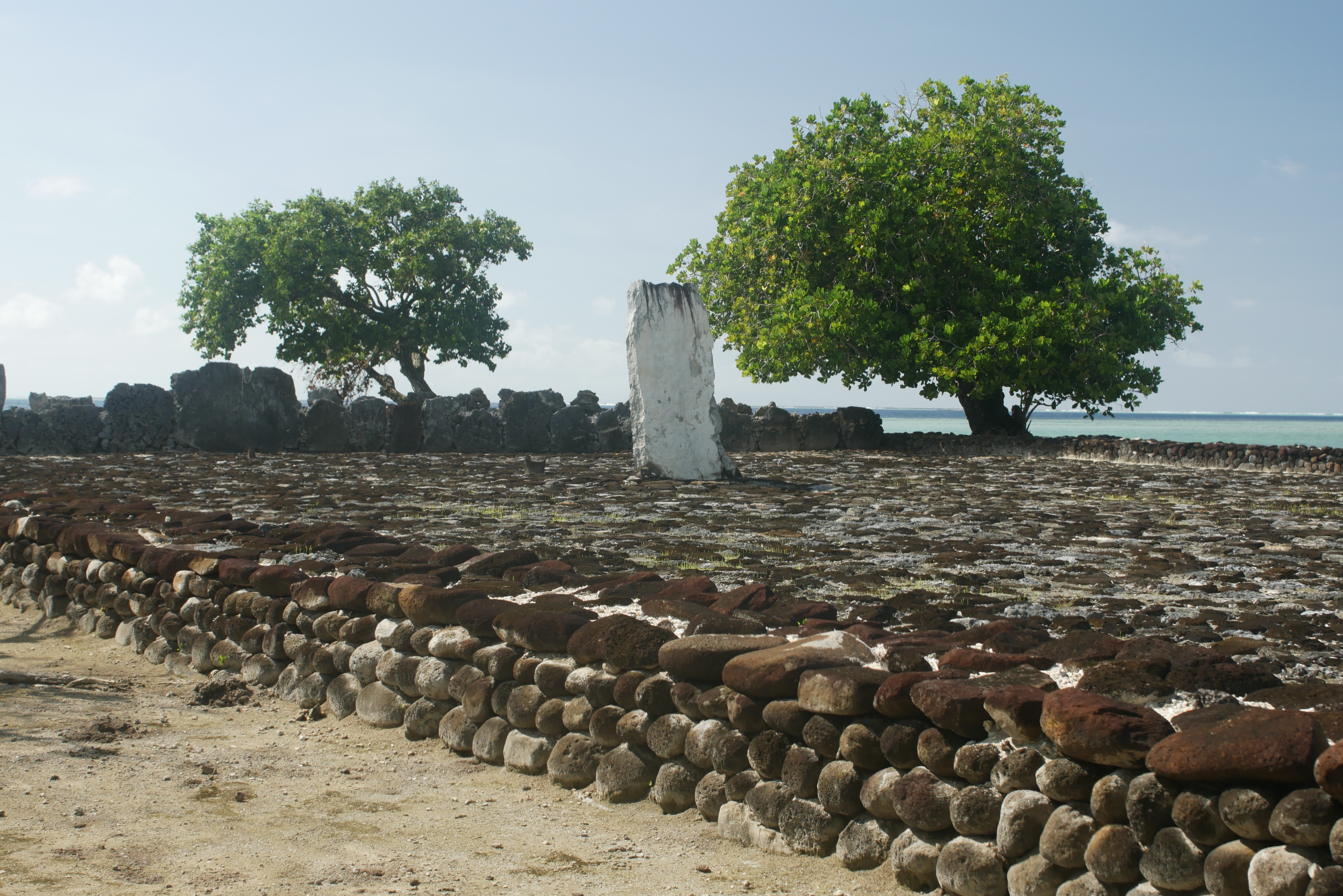
نمایی از تاپوتاپواته ئآ مارائه

منطقه مقدس دماغه ماتاهیرا-ایی-ته-رائی 
(به تاهیتیایی: Matahira-i-te-ra'i) ته-پُو 
(به تاهیتیایی: Te Po) نام دارد، جایی که ایزدان در آن سکنی گزیده‌اند. مارائه اصلی به ایزد تاآروآ 
(به تاهیتیایی: Taaroa) (خالق برتر) تقدیم شد، اگرچه در نهایت پرستش اُورو
(به تاهیتیایی: Oro) (ایزد زندگی و مرگ) غالب شد. طبق اسطوره‌ها، «هیرو» از نوادگان اُورو، مارائه را ساخت و آن را «تاپوتاپواته ئآ» به معنای، «فدیه در دوردست» نام نهاد. طبل تائی موانا 
(به تاهیتیایی: Ta'imoana) در هنگام قربانی‌کردن انسان مورد استفاده قرار می‌گرفت. سنگ سفید ته پاپاته آ-او-روئه آ 
(به تاهیتیایی: Te Papatea-o-Ru'ea) در ساحل مجاور (در حال حاضر بخشی از مارائه هائوویری است) برای تزئین سران رایاتئا با کمربند پر قرمز مارُوئرا 
(به تاهیتیایی: maro 'ura) استفاده می‌شد. بُتی به ارتفاع سه فوت (تقریباً ۹۱٫۵ سانتی‌متر) از ایزد اُورو که اُوروی پوشیده با کمربندی از پرهای قرمز،
(به تاهیتیایی: 'Oro-maro-'ura) نامیده می‌شد، در این عبادتگاه قرار داشت. با گسترش آیین نیایش ایزد اُورو، تاپوتاپواته ئآ به مرکزی برای باورمندانی شد، که برای برگذاری مراسم آئینی به آن مکان سفر می‌نمودند.
احتمال دارد که مارائه در اوایل سال ۱۰۰۰ پس از میلاد بنانهاده شده باشد و حداقل در دو نوبت جداگانه بین سده‌های ۱۴ و ۱۸ گسترش یافته و بازسازی شده است. مارائه مکانی برای یادگیری بود که در آن کاهنان و دریانوردان از سراسر اقیانوس آرام گرد هم آمده تا برای ایزدان قربانی نموده و دانش خود را در مورد ریشه‌های تبارشناسی جهان و دریانوردی در اقصی نقاط اقیانوس به اشتراک بگذارند.

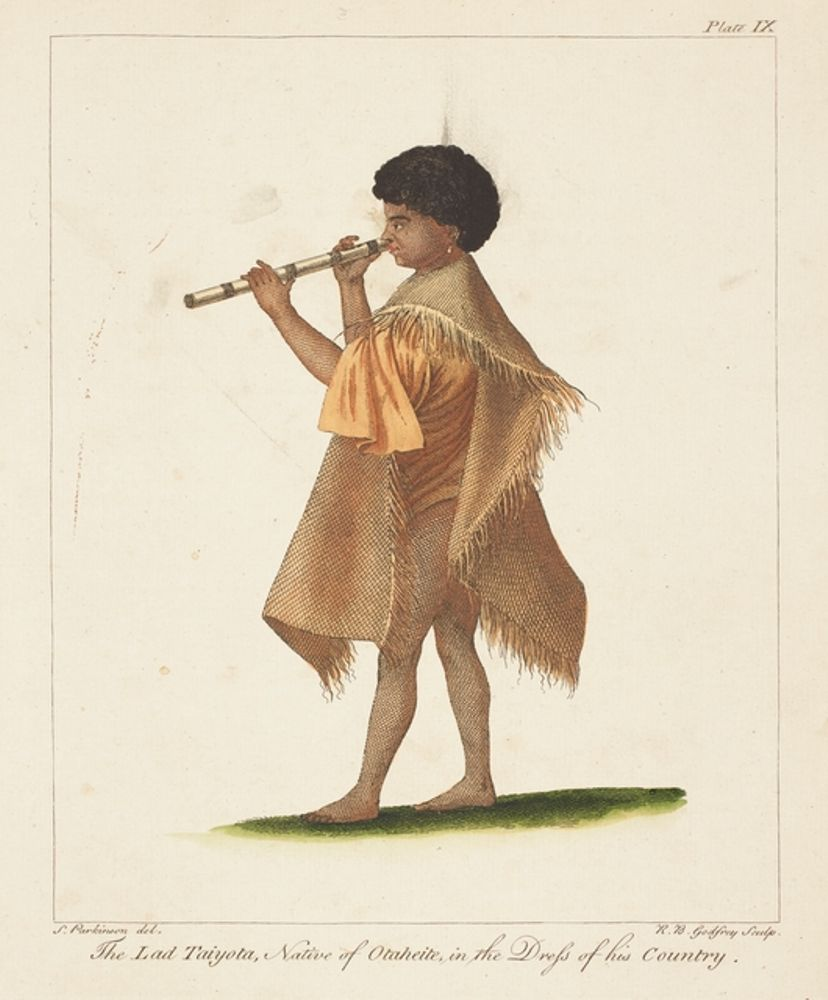
توپایا کاهن اعظم تاپوتاپواته ئآ مارائه و دریانورد، که در طی سفر اکتشافی جیمز کوک به نیوزلند و استرالیا وی را همراهی نمود

اتحادی به نام تی ئاها اوا اواته آ 
(به تاهیتیایی: Ti'ahuauatea) با جزایر اطراف، ته آاوته آ 
(به تاهیتیایی: Te Aotea) (جزایری که در غرب رایاتئا قرار داشتند) و ته آاُئوری 
(به تاهیتیایی: Te Aouri)(جزایری واقع در شرق) ایجاد شد. این اتحاد همچنین شامل جزایر کوک، جزایر آسترل، کاپوکاپواکه آ در هاوایی و تاپوتاپواته آ در نیوزیلند بود. مارائه‌های جدیدی در هر یک از این جزایر مذکور، با سنگی که از تاپوتاپواته ئآ در رایاتئا گرفته شده بود، بنا نهاده شد تا به عنوان پیوندی معنوی عمل نماید. کاهنان، رؤسا و جنگجویان از جزایر دیگر به‌طور دوره‌ای در رایاتئا گردهم می آندند، تا اتحاد فی مابین را حفظ نموده و در قربانی کردن انسان، برای ایزد اُورو شرکت نمایند.با این حال، سرانجام زمانی که در طی یک گردهمایی، درگیری آغاز شده و دو کاهن اعظم نماینده اتحاد کشته شدند، اتحاد مذکور شکسته شد. مردم جزایر غربی، رایاتئا را ترک نموده و به جای عبور از گذرگاه مقدس ته آوا-موئا 
(به تاهیتیایی: Te Ava-mo'a)، از طریق گذرگاه ته آوا-روا 
(به تاهیتیایی: Te Ava-rua) واقع در آبسنگ از جزیره خارج شدند، که این امر به عنوان یک نشانه بد، در نظرگرفته شد. در سال ۱۹۹۵ تلاش شد تا این عمل نکوهیده جبران و آشتی برقرار شود.: 35 
در حدود سال ۱۷۶۳، جنگجویانی از بورا بورا به جزیره حمله‌ور شده و توپایا را شکست داده و جزیره را غارت کردند. این شامل تخریب خانه‌های ایزدان در تاپوتاپواته ئآ، خراب کردن سازه سنگی مارائه، و قطع درختان مجاور آن بود.: 36 
در ۲۰ ژوئیه ۱۷۶۹ جیمز کوک، جوزف بنکس، دنیل سولندر و توپایا با کشتی اچ ام اس اندور وارد رایاتئا شدند تا آن جزیره و جزایر اطراف بورا بورا، هواهین و تاهائا را به نام جورج سوم پادشاه بریتانیا تصرف نمایند. به نظر می‌رسید که این نقطه اوج پیش‌گویی بود که قبلاً توسط کاهن جادوگر وایتا انجام شده بود، مبنی بر اینکه مردم جدیدی سوار بر قایق‌هایی بدون تیر کنارهٔ قایق می‌رسند و جزایر را تصاحب می‌کنند.: 209–210 در اوایل قرن نوزدهم، مبلغان مذهبی مسیحی به جزیره رسیدند و مجموعه مارائه اندکی پس از آن متروکه شد.